# Pema Gyamtsho

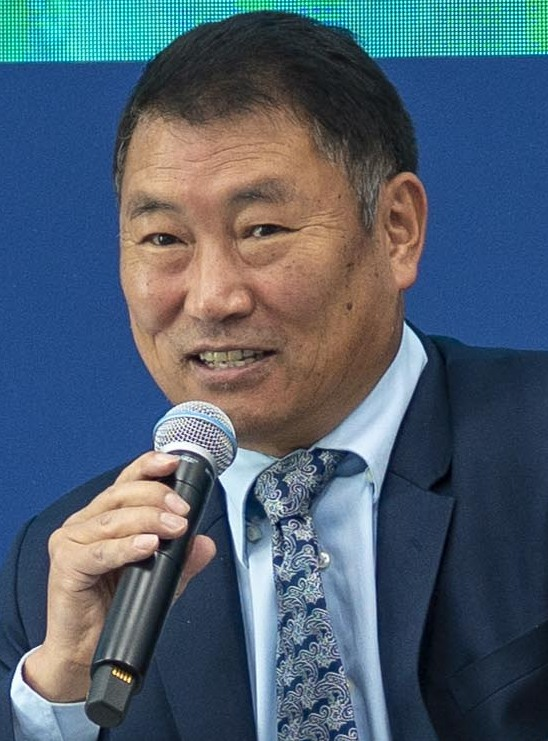
Pema Gyamtsho

Pema Gyamtsho (bhutanisch པདྨ་རྒྱ་མཚོ།, Wylie: pad+ma rgya mtsho, geb. 15. November 1961) ist ein Politiker in Bhutan. Er war der zweite Parteipräsident der Druk Phuensum Tshogpa (Bhutanische Partei für Frieden und Wohlstand) und Oppositionsführer in der Gyelyong Tshogdu (Nationalversammlung) von 2013 bis zu seinem Rücktritt 2020, als er Generaldirektor des International Centre for Integrated Mountain Development (ICIMOD) wurde. Er war auch Minister für Landwirtschaft und Forsten in der ersten gewählten Regierung von Bhutan.

## Karriere
Pema hatte mit 18 Jahren eine Arbeit gefunden. 1990 erwarb er einen Master in Agrarwissenschaften (M.Agr.Sc - Hons) in Neuseeland, mit einer Arbeit zu Luzerne und 1996 erhielt er seinen Ph.D. an der ETH Zürich. Dann arbeitete er als Mitglied der Planungskommission, des Sustainable Development Secretariat, des Centre for Bhutan Studies, des Forestry Development Corporation Board und als Mitbegründer des Bhutan Water Partnership. Später arbeitete er als Deputy Secretary der Policy Planning Division im Landwirtschaftsministerium. Außerdem arbeitete er mit ICIMOD in Kathmandu, Nepal als Spezialist für Wassereinzugsgebiete. Später wurde er Deputy Resident Coordinator der Helvetas Swiss Intercooperation.
2007 wurde er Mitglied der Druk Phuensum Tshogpa und als Kandidat für den Wahlkreis Bumthang für die Parlamentswahl in Bhutan 2008 aufgestellt. Im März 2008 holte er einen klaren Sieg in seinem Wahlkreis, und im April wurde er zum ersten gewählten Minister für Landwirtschaft und Forsten (སོ་ནམ་དང་ནགས་ཚལ་ལྷན་ཁག།) in der Demokratischen Regierung von Bhutan. 2013 stellte er sich erneut zur Wahl. Während die DPT von der Volksdemokratischen Partei (PDP) geschlagen wurde, wurde Pema wieder klar wiedergewählt.
Im Juli 2013 reichte Jigme Thinley, der bis dahin Premierminister und Parteipräsident der DPT gewesen war, seinen Rücktritt ein. Daraufhin wurde Pema Gyamtsho am 24. Juli zum Oppositionsführer in der Nationalversammlung für die zweite Legislaturperiode ernannt. Am 3. Dezember wurde er dann zum neuen Parteipräsidenten der DPT gewählt.

## Ehrungen
- Kabney (der königliche Orangene Schal), 7. November 2018.[10]